# 우파당 (덴마크)
우파당(Højre)은 2개의 보수주의 정당의 이름이다.
첫 번째 우파당은 1848년부터 1866년 사이 존재했다.
우파당 (덴마크)은 야코브 브뢰눔 스카베니우스 에스트루프 총리가 주축이 되어 1881년 설립되었다. 이 정당은 1916년 설립된 보수인민당이 그 뒤를 이었다.